# Arab ábécé
Az arab ábécé (arabul: الأَبْجَدِيَّة العَرَبِيَّة, al-abdzsadijat al-arabijja) arámi eredetű, 28 betűből álló mássalhangzóírás jelrendszere, amelyben a rövid magánhangzókat és a mássalhangzó-kettőzést mellékjelekkel lehet jelölni, ám ezekkel csak nyelvkönyvekben, szótárakban és régi, nehezen érthető szövegekben találkozhatunk. A három hosszú magánhangzó (á, í, ú) közül kettő (í, ú) mássalhangzójellel íródik (j és v), míg az á hangértékű alif sok esetben más magánhangzóként ejtendő (leginkább e-ként), illetve lehet a torokzárhang (hamza) jelének az ún. „széke”.

## Az arab ábécé története
Az első és második században kerültek kapcsolatba az arámi kultúrával az arábiai nomád törzsek. Ekkoriban vették át írásukat is kisebb módosításokkal, kiegészítésekkel.
Az első ténylegesen is önálló arab ábécé a 7. századi kúfi volt (Kúfa városáról, ahol a Korán ipari mennyiségű gyártásakor alakult ki), ennek azonban megvolt az a  hátránya, hogy nehezen lehetett olvasni, mivel nagyon díszes volt (a 20. századig használatos örököse a maghrebi írás, mely Tunéziában, Algériában és Marokkóban volt használatos). A mai napig az írást díszítésként is használják, ennek oka az iszlámban keresendő: mivel bizonyos irányzatai tiltják az emberábrázolásokat, a szépített írással pótolják.
Egy másik fejlődési ág a neszhi volt, melynek kerekded betűi máig hatással vannak az arab írásra. Nyomtatásban még ma is ez használatos, kézírásban azonban ennek egy egyszerűsített, gyorsabban leírható, kevésbé dekoratív formáját, a rukaa-t alkalmazzák.
Az iszlám vallás terjedésével az arab nyelvű Korán messzire vitte az írást, amely regionális sajátosságokat kezdett felvenni a más nyelveket beszélő területeken az ottaniak hangjaihoz igazodva (perzsa, pastu/afgán, urdu, oszmán-török).
Európa írása a számjegyeit köszönheti az araboknak, mivel ők közvetítették – sok más találmánnyal együtt – Ázsiából a hindu számjegyeket, melyeket az arabban is – eltérően a betűírástól – balról jobbra írnak.

## Az arab ábécé betűi
ا ب ت ث ج ح خ د ذ ر ز س ش ص ض ط ظ ع غ ف ق ك ل م ن ه و ى
Az európai írásiránytól eltérően jobbról balra írjuk az arab nyelvű szöveget, de ugyanúgy fentről lefelé haladva.  Az arab ábécé gyakorlatilag nagybetűk nélküli kurzív írás, azonban a legtöbb betűnek négy alakja van, attól függően, hogy a szó elején, közepén, végén vagy önállóan áll, illetve hogy köthető-e balra (jobbról, az írás kezdőpontja felől minden betű köthető). Az arabban 28 mássalhangzó létezik, melyek között több ún. emfatikus is van (ق ص ض ط ظ betűk), melyek kiejtése – régiótól függő mértékben – hasonló nem emfatikus párjukéhoz.
A kiejtés nagymértékben függ attól, hogy melyik területen járunk (például جدي – kisgida –  kiejtése: Arab-félsziget: dzsadí, Északnyugat-Afrika: zsedi, Egyiptom: gedi); a különböző területeken ugyanannak a fogalomnak a kifejezésére gyakran előnyben részesítenek más szinonimákat a szokások szerint.

## Az ábécé betűinek alakja, latinra írása és klasszikus kiejtése
| Magában | Szókezdő       | Közbenső       | Szó végi       | Név                  | Átírás         | Hangérték  |
| ------- | -------------- | -------------- | -------------- | -------------------- | -------------- | ---------- |
| ء       | أ ؤ إ ئ , stb. | أ ؤ إ ئ , stb. | أ ؤ إ ئ , stb. | hamza (torokzárhang) | ' / 2          | [ʔ] szünet |
| ا       | –              | –              | ـا             | 'alif                | ā              | [aː]       |
| ب       | بـ             | ـبـ            | ـب             | bā'                  | b              | [b]        |
| ت       | تـ             | ـتـ            | ـت             | tā'                  | t              | [t]        |
| ث       | ثـ             | ـثـ            | ـث             | ṯā'                  | ṯ / th         | [θ]        |
| ج       | جـ             | ـجـ            | ـج             | ǧīm                  | ǧ / j / dj     | [d͡ʒ]       |
| ح       | حـ             | ـحـ            | ـح             | ḥā'                  | ḥ / 7          | [ħ]        |
| خ       | خـ             | ـخـ            | ـخ             | ḫā'                  | ḫ / ẖ / kh / 5 | [x]        |
| د       | –              | –              | ـد             | dāl                  | d              | [d]        |
| ذ       | –              | –              | ـذ             | ḏāl                  | ḏ / dh         | [ð]        |
| ر       | –              | –              | ـر             | rā'                  | r              | [r]        |
| ز       | –              | –              | ـز             | zāy                  | z              | [z]        |
| س       | سـ             | ـسـ            | ـس             | sīn                  | s              | [s]        |
| ش       | شـ             | ـشـ            | ـش             | šīn                  | š / sh         | [ʃ]        |
| ص       | صـ             | ـصـ            | ـص             | ṣād                  | ṣ / 9          | [sˁ]       |
| ض       | ضـ             | ـضـ            | ـض             | ḍād                  | ḍ              | [dˁ]       |
| ط       | طـ             | ـطـ            | ـط             | ṭā'                  | ṭ / 6          | [tˁ]       |
| ظ       | ظـ             | ـظـ            | ـظ             | zā'                  | ẓ              | [ðˁ]       |
| ع       | عـ             | ـعـ            | ـع             | ʿayn                 | ʿ / ‘ / 3      | [ʕ]        |
| غ       | غـ             | ـغـ            | ـغ             | ġayn                 | ġ / gh         | [ɣ]        |
| ف       | فـ             | ـفـ            | ـف             | fā'                  | f              | [f]        |
| ق       | قـ             | ـقـ            | ـق             | qāf                  | q / ḳ / 8      | [q]        |
| ك       | كـ             | ـكـ            | ـك             | kāf                  | k              | [k]        |
| ل       | لـ             | ـلـ            | ـل             | lām                  | l              | [l]        |
| م       | مـ             | ـمـ            | ـم             | mīm                  | m              | [m]        |
| ن       | نـ             | ـنـ            | ـن             | nūn                  | n              | [n]        |
| ه       | هـ             | ـهـ            | ـه             | hā'                  | h              | [h]        |
| و       | –              | –              | ـو             | wāw                  | w vagy ū       | [w]/[uː]   |
| ي       | يـ             | ـيـ            | ـي             | yā'                  | y vagy ī       | [j]/[iː]   |

A magánhangzókat szinte sohasem jelölik. A 8. századtól kezdődően a hosszú magánhangzókra bizonyos jelölési forma mégis elterjedt (ى → í; و → ú; ا → á), de a kiejtéshez így is komoly nyelvismeretre van szükség.

## A mellékjelek
Fontos megemlíteni a mellékjeleket is. Ezeket a jeleket az írás tanulói használják, hogy a kiejtést könnyebben fel tudják idézni, illetve a szótárakban és főként a Koránban találkozhatunk velük, hogy a félreértéseket elkerüljék.
A klasszikus, iskolában, vallási és hivatalos életben használt arab nyelvben a magánhangzók kiejtése az alábbi:
- بَ – ba
- بً – ban
- بُ – bu
- بٌ – bun
- بِ – bi
- بٍ – bin
- بْ – b, utána nincs magánhangzó
- بّ – duplázott b

A nyelvjárások kezdettől fogva eltérő hangzókészlettel rendelkeznek, amelyek az arab hódítások révén megnövekedett területen belül még markánsabban elkülönültek a valószínűleg sosem létezett sztenderdtől. Nyelvjárásokban gyakori például az e, é, o, ó hangzó.

## Az ábécé betűinek különböző átírásai

### Nemzetközi átírási rendszerek
| Betű | ISO      | DIN      | UN       | ALA-LC   | EI       | Qalam | Buckwalter | SATTS | Chat                    |
| ---- | -------- | -------- | -------- | -------- | -------- | ----- | ---------- | ----- | ----------------------- |
| ﺀ    | ' / ˌ    | ʾ        | – / ’    | – / ’    | ʾ        | '     | '          | E     | 2, '                    |
| ا    | ’        | ā        | -        | -        | -        | aa    | A          | A     | a, aa                   |
| ب    | b        | b        | b        | b        | b        | b     | b          | B     | b                       |
| ت    | t        | t        | t        | t        | t        | t     | t          | T     | t                       |
| ث    | ṯ        | ṯ        | th       | th       | th       | th    | v          | C     | s, t, th                |
| ج    | ǧ        | ǧ        | j        | j        | dj       | j     | j          | J     | g, j, y                 |
| ح    | ḥ        | ḥ        | ẖ        | ḥ        | ḥ        | H     | H          | H     | 7                       |
| خ    | ẖ        | ḫ        | kh       | kh       | kh       | kh    | x          | O     | kh, 5, 7'               |
| د    | d        | d        | d        | d        | d        | d     | d          | D     | d                       |
| ذ    | ḏ        | ḏ        | dh       | dh       | dh       | dh    | *          | Z     | d, z, dh                |
| ر    | r        | r        | r        | r        | r        | r     | r          | R     | r                       |
| ز    | z        | z        | z        | z        | z        | z     | z          | ;     | z                       |
| س    | s        | s        | s        | s        | s        | s     | s          | S     | s                       |
| ش    | š        | š        | sh       | sh       | sh       | sh    | $          | :     | sh, ch                  |
| ص    | ṣ        | ṣ        | s        | ṣ        | ṣ        | S     | S          | X     | s, 9                    |
| ض    | ḍ        | ḍ        | ḏ        | ḍ        | ḍ        | D     | D          | V     | d                       |
| ط    | ṭ        | ṭ        | ṯ        | ṭ        | ṭ        | T     | T          | U     | t, 6                    |
| ظ    | ẓ        | ẓ        | dh       | ẓ        | ẓ        | Z     | Z          | Y     | z, 6'                   |
| ع    | ʿ        | ʿ        | ʻ        | ʻ        | ʿ        | `     | E          | `     | 3                       |
| غ    | ġ        | ġ        | gh       | gh       | gh       | gh    | g          | G     | gh, 3'                  |
| ف    | f        | f        | f        | f        | f        | f     | f          | F     | f                       |
| ق    | q        | q        | q        | q        | ḳ        | q     | q          | Q     | 2, 8, ', q, k, j        |
| ك    | k        | k        | k        | k        | k        | k     | k          | K     | k                       |
| ل    | l        | l        | l        | l        | l        | l     | l          | L     | l                       |
| م    | m        | m        | m        | m        | m        | m     | m          | M     | m                       |
| ن    | n        | n        | n        | n        | n        | n     | n          | N     | n                       |
| ه    | h        | h        | h        | h        | h        | h     | h          | ~     | h, -a(h), -e(h), -o, -u |
| و    | w        | w        | w        | w        | w        | w     | w          | W     | w, o, u, ou, oo         |
| ي    | y vagy ī | y vagy ī | y vagy ī | y vagy ī | y vagy ī | y     | y          | I     | y, i, ee, e, ei, ay, ai |
| ة    | ẗ        | t / h    | h / t    | t / h    | at / a   | t / h | p          | @     | -at, -et, -a(h), -e(h)  |

Megjegyzés

A határozott névelő átírásánál az l a következő betűk (ún. „napbetűk”) előtt hasonul (ISO-szerint): t, ṯ, d, ḏ, r, z, s, š, ṣ, ḍ, ṭ, ẓ, l, n.

### Nemzeti átírási rendszerek

#### I.G.N. és RJGC
I.G.N. (Présentation de la variante B du système de translittération de l'arabe "Beyrouth amendé", 1994) rendszert a Közel-Kelet, valamint Északnyugat-Afrika országaiban használják, de ezen alapul néhány más ország átírási rendszere.
A rendszer sajátossága, hogy az UNGEGN átíráson alapszik (lásd az UN oszlopot a táblázatban), de formailag nagy francia hatás érte, számos betűkapcsolatot tradicionális francia alakkal vagy helyesírás szerint ír, ezért nem visszakódolható.
Némi módosítással ugyanezt az átírást használja az RJGC (Royal Jordanian Geographic Centre, 1996.) rendszer is.
A fontosabb különbségek az UN rendszerhez képest:
| UN alak | I.G.N. alak                                                                               | RJGC alak                                                                                 |
| ------- | ----------------------------------------------------------------------------------------- | ----------------------------------------------------------------------------------------- |
| '       | -                                                                                         | -                                                                                         |
| j       | j / dj (helyi kiejtéstől függően)                                                         | j / dj (helyi kiejtéstől függően)                                                         |
| ẖ       | ḥ                                                                                         | ẖ                                                                                         |
| s       | ss (magánhangzók között) / s (máskor)                                                     | ss (magánhangzók között) / s (máskor)                                                     |
| sh      | ch                                                                                        | ch                                                                                        |
| s       | ṣ (nevekben ç is előfordul)                                                               | s                                                                                         |
| ḏ       | ḍ                                                                                         | ḏ                                                                                         |
| ṯ       | ṭ                                                                                         | ṯ                                                                                         |
| dh      | ẓ                                                                                         | ḏh                                                                                        |
| ʻ       | '                                                                                         | '                                                                                         |
| q       | q / g / gu (helyi kiejtéstől függően gu csak e, i előtt)                                  | q / g / gu (helyi kiejtéstől függően gu csak e, i előtt)                                  |
| n       | n / ne (ne szó végén magánhangzók után)                                                   | n / ne (ne szó végén magánhangzók után)                                                   |
| w       | ou                                                                                        | ou                                                                                        |
| y       | y (szó elején vagy mássalhangzók között) / ï (diftongusok második elemeként) / i (máskor) | y (szó elején vagy mássalhangzók között) / ï (diftongusok második elemeként) / i (máskor) |

#### SES
A SES (Survey of Egypt System, 1972.) rendszer is az UN rendszerén alapszik, de ebben a rendszerben – érthető történelmi okokból – nem érezhető a francia hatás.
A fontosabb különbségek az UN rendszerhez képest:
| UN alak           | SES alak | SES variáns |
| ----------------- | -------- | ----------- |
| '                 | -        |             |
| th                | th       | t           |
| j                 | g        | j           |
| ẖ                 | ḥ        |             |
| dh                | dh       | z           |
| s                 | s        | c           |
| s                 | ṣ        |             |
| ḏ                 | ḍ        |             |
| ṯ                 | ṭ        |             |
| dh                | ẓ        | d           |
| ʻ                 | '        |             |
| q                 | q        | k           |
| határozott névelő |          |             |
| al-               | el-      |             |

A variánsok általában nyelvjárásoktól és a tradícióktól függenek.

## Megjegyzések

Arab billentyűkiosztás